# Orzeł za najlepszą reżyserię
Najlepsza reżyseria to jedna z kategorii Polskich Nagród Filmowych. Nagrodę w tej kategorii po raz pierwszy wręczono podczas 1. ceremonii wręczenia Orłów, która odbyła się 21 czerwca 1999 roku (nagrody przyznano za rok 1998). Pierwszą laureatką nagrody została Dorota Kędzierzawska za reżyserię filmu Nic.
Najczęściej nominowanymi reżyserami są Wojciech Smarzowski i Agnieszka Holland. Najczęściej nagradzanym natomiast jest Wojciech Smarzowski, który zdobył cztery nagrody.

## Laureaci i nominowani

### 1990–1999
- 1998 Dorota Kędzierzawska − Nic
  - Michał Rosa − Farba
  - Jan Jakub Kolski − Historia kina w Popielawach
  - Vladimír Michálek − Zabić Sekala
  - Leszek Wosiewicz − Kroniki domowe

- 1999 Krzysztof Krauze − Dług
  - Jerzy Hoffman − Ogniem i mieczem
  - Andrzej Wajda − Pan Tadeusz
  - Jerzy Stuhr − Tydzień z życia mężczyzny
  - Lech J. Majewski − Wojaczek

### 2000–2009
- 2000 Krzysztof Zanussi − Życie jako śmiertelna choroba przenoszona drogą płciową
  - Márta Mészáros − Córy szczęścia
  - Jan Jakub Kolski − Daleko od okna
  - Jerzy Stuhr − Duże zwierzę
  - Teresa Kotlarczyk − Prymas. Trzy lata z tysiąca

- 2001 Robert Gliński − Cześć Tereska
  - Lech J. Majewski − Angelus
  - Yurek Bogayewicz − Boże skrawki
  - Witold Leszczyński − Requiem
  - Wojciech Marczewski − Weiser

- 2002 Roman Polański − Pianista
  - Marek Koterski − Dzień świra
  - Piotr Trzaskalski − Edi
  - Andrzej Wajda − Zemsta
  - Wojciech Wójcik − Tam i z powrotem

- 2003 Andrzej Jakimowski − Zmruż oczy
  - Agnieszka Holland − Julia wraca do domu
  - Jan Jakub Kolski − Pornografia
  - Dariusz Gajewski − Warszawa

- 2004 Wojciech Smarzowski − Wesele
  - Krzysztof Krauze − Mój Nikifor
  - Juliusz Machulski − Vinci

- 2005 Feliks Falk − Komornik
  - Dorota Kędzierzawska − Jestem
  - Krzysztof Zanussi − Persona non grata

- 2006 Krzysztof Krauze i Joanna Kos-Krauze − Plac Zbawiciela
  - Jan Jakub Kolski − Jasminum
  - Marek Koterski − Wszyscy jesteśmy Chrystusami

- 2007 Andrzej Jakimowski − Sztuczki
  - Andrzej Wajda − Katyń
  - Andrzej Barański − Parę osób, mały czas
  - Łukasz Palkowski − Rezerwat

- 2008 Jerzy Skolimowski − Cztery noce z Anną
  - Małgorzata Szumowska − 33 sceny z życia
  - Waldemar Krzystek − Mała Moskwa

- 2009 Wojciech Smarzowski − Dom zły
  - Borys Lankosz − Rewers
  - Xawery Żuławski − Wojna polsko-ruska

### 2010–2019
- 2010 Jerzy Skolimowski − Essential Killing
  - Jacek Borcuch − Wszystko, co kocham
  - Feliks Falk − Joanna

- 2011 Wojciech Smarzowski − Róża
  - Agnieszka Holland − W ciemności
  - Jan Komasa − Sala samobójców

- 2012 Roman Polański − Rzeź
  - Leszek Dawid − Jesteś Bogiem
  - Marcin Krzyształowicz − Obława

- 2013 Paweł Pawlikowski − Ida
  - Andrzej Jakimowski − Imagine
  - Maciej Pieprzyca − Chce się żyć

- 2014 Łukasz Palkowski – Bogowie
  - Władysław Pasikowski – Jack Strong
  - Jan Komasa – Miasto 44

- 2015 Małgorzata Szumowska – Body/Ciało
  - Jerzy Skolimowski – 11 minut
  - Magnus von Horn – Intruz

- 2016 Wojciech Smarzowski – Wołyń
  - Maciej Pieprzyca – Jestem mordercą
  - Jan P. Matuszyński – Ostatnia rodzina

- 2017 Piotr Domalewski – Cicha noc
  - Anna Jadowska – Dzikie róże
  - Agnieszka Holland, Kasia Adamik – Pokot

- 2018 Paweł Pawlikowski – Zimna wojna
  - Janusz Kondratiuk – Jak pies z kotem
  - Wojciech Smarzowski – Kler

- 2019 Jan Komasa – Boże Ciało
  - Maciej Pieprzyca – Ikar. Legenda Mietka Kosza
  - Agnieszka Holland – Obywatel Jones
  - Marcin Krzyształowicz – Pan T.
  - Bartosz Kruhlik – Supernova

### 2020–2029
- 2020 Jan Holoubek – 25 lat niewinności. Sprawa Tomka Komendy
  - Piotr Domalewski – Jak najdalej stąd
  - Agnieszka Holland – Szarlatan
  - Jan Komasa – Sala samobójców. Hejter
  - Mariusz Wilczyński – Zabij to i wyjedź z tego miasta

- 2021 Jasmila Žbanić – Aida
  - Paweł Łoziński – Film balkonowy
  - Magnus von Horn – Sweat
  - Wojciech Smarzowski – Wesele
  - Łukasz Ronduda, Łukasz Gutt – Wszystkie nasze strachy
  - Jan P. Matuszyński – Żeby nie było śladów

- 2022 Jerzy Skolimowski – IO
  - Damian Kocur – Chleb i sól
  - Aleksandra Terpińska – Inni ludzie
  - Anna Jadowska – Kobieta na dachu
  - Agnieszka Smoczyńska – Silent Twins

- 2023 Paweł Maślona – Kos
  - Jan Holoubek – Doppelgänger. Sobowtór
  - Michał Kwieciński – Filip
  - Grzegorz Dębowski – Tyle co nic
  - Agnieszka Holland – Zielona granica

## Najczęściej nominowani (do 2023 włącznie)
więcej niż jedna nominacja:
- 6 nominacji:
  - Wojciech Smarzowski – Wesele, Dom zły, Róża, Wołyń, Kler, Wesele
  - Agnieszka Holland − Julia wraca do domu, W ciemności, Pokot, Obywatel Jones, Szarlatan, Zielona granica
- 4 nominacje:
  - Jan Jakub Kolski − Historia kina w Popielawach, Daleko od okna, Pornografia, Jasminum
  - Jan Komasa − Sala samobójców, Miasto 44, Boże Ciało, Sala samobójców. Hejter
  - Jerzy Skolimowski − Cztery noce z Anną, Essential Killing, 11 minut, IO
- 3 nominacje:
  - Andrzej Jakimowski − Zmruż oczy, Sztuczki, Imagine
  - Krzysztof Krauze − Dług, Mój Nikifor, Plac Zbawiciela
  - Maciej Pieprzyca – Chce się żyć, Jestem mordercą, Ikar. Legenda Mietka Kosza
  - Andrzej Wajda − Pan Tadeusz, Zemsta, Katyń
- 2 nominacje:
  - Feliks Falk − Komornik, Joanna
  - Dorota Kędzierzawska − Nic, Jestem
  - Marek Koterski − Dzień świra, Wszyscy jesteśmy Chrystusami
  - Lech J. Majewski − Wojaczek, Angelus
  - Jan P. Matuszyński – Ostatnia rodzina, Żeby nie było śladów
  - Łukasz Palkowski − Rezerwat, Bogowie
  - Roman Polański − Pianista, Rzeź
  - Jerzy Stuhr − Tydzień z życia mężczyzny, Duże zwierzę
  - Małgorzata Szumowska – 33 sceny z życia, Body/Ciało
  - Krzysztof Zanussi − Życie jako śmiertelna choroba przenoszona drogą płciową, Persona non grata

## Najczęściej nagradzani (do 2020 włącznie)
więcej niż jedna nagroda:
- 4 nagrody:
- Wojciech Smarzowski – Wesele, Dom zły, Róża, Wołyń
- 2 nagrody:
- Andrzej Jakimowski – Zmruż oczy, Sztuczki
- Krzysztof Krauze – Dług, Plac Zbawiciela
- Jerzy Skolimowski – Cztery noce z Anną, Essential Killing
- Roman Polański – Pianista, Rzeź
- Paweł Pawlikowski – Ida, Zimna wojna